# Стенлі Брюс
Стенлі Брюс (англ. Stanley Melbourne Bruce; 15 квітня 1883, Мельбурн — 25 серпня 1967, Лондон) — прем'єр-міністр Австралії з 1923 по 1929.

## Ранні роки життя

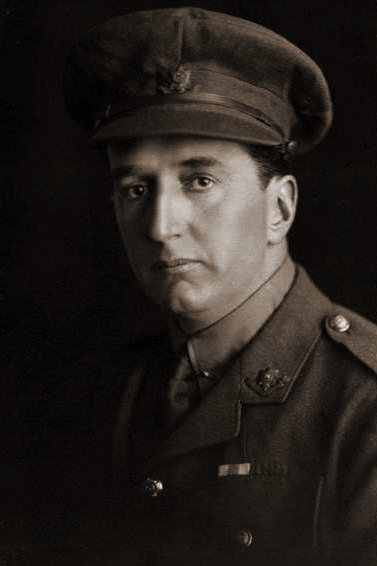
Фотографія Стенлі Брюса у роки Першої сітової війни.

Народився у місті Мельбурн, столиці австралійського штату Вікторія, 15 квітня 1883. Батько — Джон Монро Брюс, видний комерсант шотландського походження, мати — Мері Енн. У 1891 році вступив до приватної школи в одному з передмість Мельбурна, а у 1896 році перевівся до середньої класичної школи Англіканської церкви у Мельбурні (англ. Melbourne Church of England Grammar School). Після того, як фірма батька стикнулась з проблемами через фінансову кризу 1890-их років, родина вирішила переїхати до Британії. Там Стенлі протягом деякого часу працював на складі свого батька, а у 1902 році вступив до коледжу Триніті-Холл Кембриджського університету. Після його закінчення вивчав право у Лондоні, а у 1907 році пішов на роботу до колегії адвокатів, одночасно допомагаючи батькові у бізнесі.
12 липня 1913 року одружився з Етел Данлоп (англ. Ethel Dunlop). Після початку Першої світової війни Стенлі поступив на службу до британської армії, де його було приписано до Вустерширского полку. Брав участь у Дарданелльській операції, де отримав поранення. За участь у боях був нагороджений Воєнним хрестом. Незабаром, повернувшись до строю, Стенлі знову був поранений, але вже у Франції. Після цього його було звільнено від військової служби і відправлено до Британії. Внаслідок було нагороджено Французьким хрестом «Croix de guerre».

## Політична кар'єра
Звільнившись з армії, Брюс повернувся до Мельбурна, де став цікавитись політикою. Його публічні виступи привернули увагу Націоналістичної партії. Незабаром він став її членом, і у 1918 його було обрано до Палати представників як депутата від виборчого округа Фліндерс. У 1921 році Брюса було призначено міністром фінансів. На виборах 1922 року Націоналістична партія втратила більшість у парламенті, тому чинний прем'єр-міністр Біллі Г'юз міг лишитись на посту лише у випадку створення коаліції його партії з Аграрною партією Австралії. Однак, остання натякнула, що не підтримає його кандидатуру. У результаті Г'юз був змушений піти у відставку, порекомендувавши на своє місце Брюса.

### Роки прем'єрства
Брюс вступив у перемовини з лідером аграріїв, Ерлом Пейджем, про створення коаліційного уряду, і 9 січня 1923 року його було обрано Прем'єр-міністром Австралії у віці лише39 років. Створивши коаліцію з Аграрною партією, Стенлі Брюс був змушений передати 5 з 11 місць у Кабінеті представникам аграріїв. Призначення Брюса на пост прем'єр-міністра стало поворотною подією у політичній історії Австралії. Він став першим головою уряду, що не брав участі у русі за створення федерації, не був раніше членом колоніального парламенту, а також першого федерального парламенту 1901 року. Крім того, у період прем'єрства Стенлі Брюс виконував протягом деякого часу обов'язки міністра закордонних справ (лютий 1923—жовтень 1929), міністра охорони здоров'я (квітень 1927—лютий 1928), а також міністра торгівлі і митниці (травень—листопад 1928).

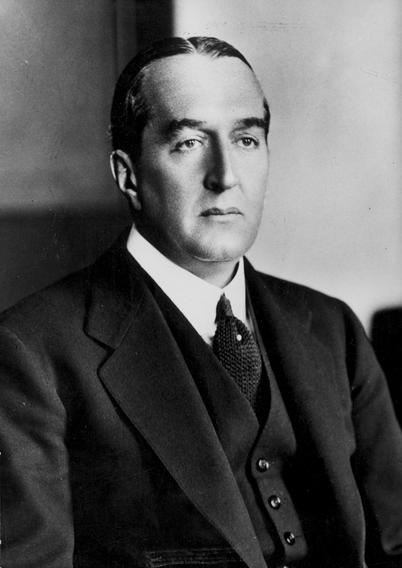
Фото Стенлі Брюса у роки прем'єрства.

Брюс вступив у партнерські відносини з лідером Аграрної партії, а також, використовуючи антикомуністичні настрої у суспільстві, Брюс домігся домінування у австралійській політиці протягом всіх 20-х років. У своєму першому виступі перед парламентом у березні 1923 року ним було викладено основні принципи, що було покладено до основи політики Австралії 1920-х років:
- Економічний розвиток через «людей, ринки та гроші» у рамках Британської імперії. Ця стратегія припускала використання у австралійській індустрії робочої сили і капіталу з Британії для збільшення виробництва австралійської продукції, яку потім збували б у Британській імперії із збереженням преференційних митних тарифів.[4]
- Участь Австралії у формуванні зовнішньої політики Британської імперії.
- Створення ефективніших фінансових розрахунків між федеральною владою і штатами.
- Будівництво національної столиці. Брюс приділяв велику увагу розвиткові Канберри, в тому числі, у роки його прем'єрства почався процес переносу до нової столиці федеральних урядових закладів, розташованих у Мельбурні, а 9 травня 1927 року у федеральному парламенті у Канберрі було проведено перше робоче засідання.[4]
- Розширення повноважень федеральної влади у виробничих відносинах.

На виборах 1925 року йому вдалось одержати переконливу перемогу над Лейбористською партією.
Останні роки прем'єрства були відзначені численними страйками робітників, що закінчились повстанням 1929 року у Новому Південному Уельсі. Як відповідь Брюс виступив з ідеєю про прийняття закону «Про морське судноплавство» (англ. Maritime Industries Bill), який передбачав розпуск Федерального суду примирення й арбітражу (англ. Commonwealth Court of Conciliation and Arbitration) і передачу його арбітражних повноважень штатам. 10 вересня 1929 року закон було відхилено, після чого спікер парламенту ухвалив рішення розпустити уряд Брюса і призначити нові парламентські вибори. На цих виборах Брюс зазнав поразки у своєму виборчому окрузі від лейбориста Теда Голловея (англ. Ted Holloway), і став першим в історії Австралії прем'єр-міністром, який втратив своє місце у парламенті.

## Пізні роки життя

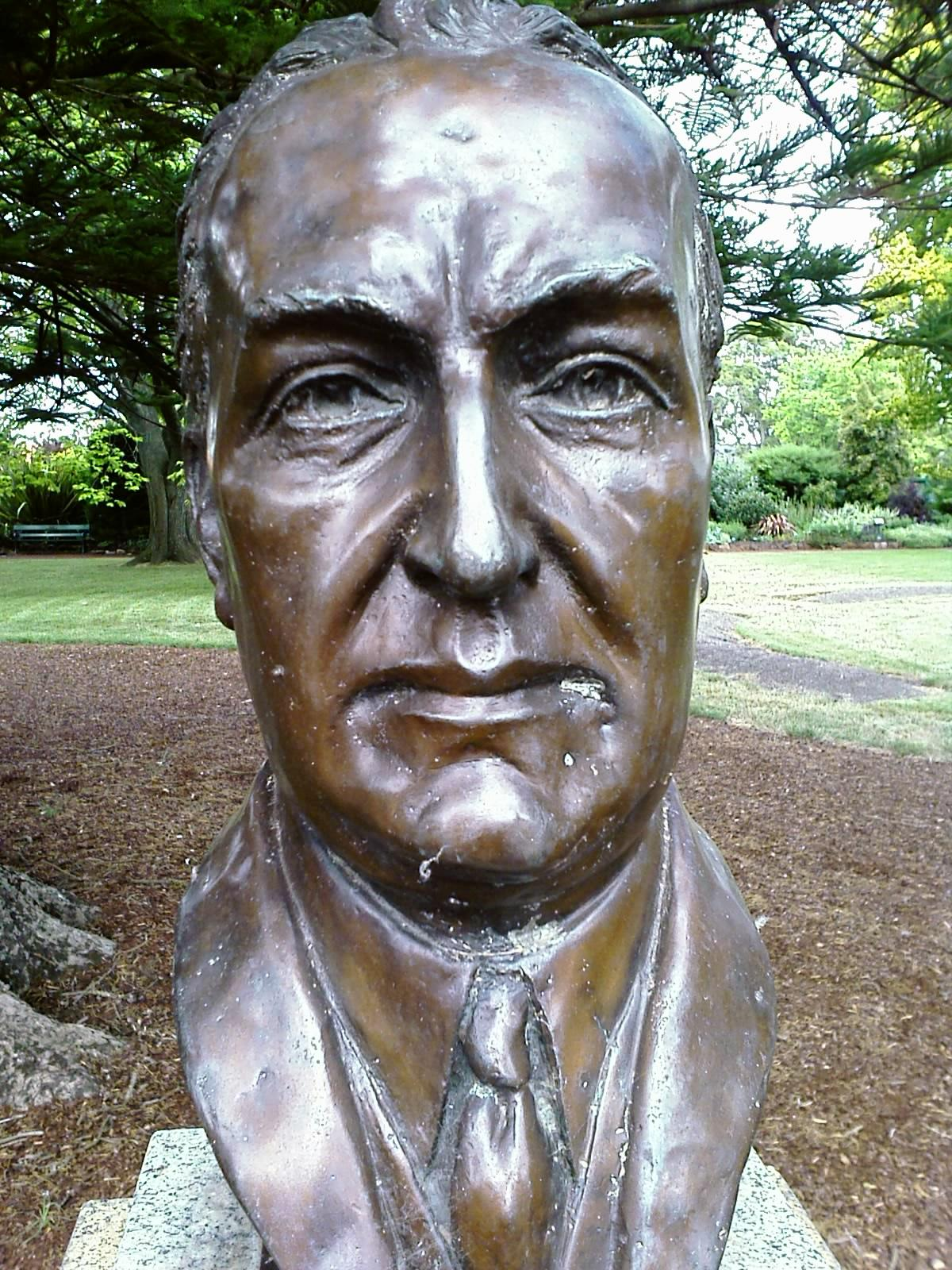
Бюст прем'єр-міністра у Ботанічному саду Балларату.

Після поразки на виборах 1929 року Брюс повернувся до Британії, де став займатись бізнесом, однак у 1931 році знову взяв участь у федеральних виборах від ПОА. Йому вдалось повернути своє місце у парламенті, ставши, таким чином, єдиним австралійцем, якому вдалось переобратись у парламенті після залишення посади прем'єр-міністра. В уряді Джозефа Лайонса він став міністром без валізи. Однак вже у 1933 році він пішов з посади, щоб зайняти місце високого комісара Австралії у Сполученому Королівстві (Брюс перебував на цьому посту протягом 12 років).
У 1947 році Стенлі Брюс став єдиним в історії австралійським прем'єр-міністром, якому було даровано титул спадкового пера, а також першим вихідцем з Австралії, якого було представлено у Палаті лордів Великої Британії.
Помер, так і не народивши дітей 25 серпня 1967 року у Лондоні.